# 1933 no desporto

## Futebol
- 9 de maio - É fundado o Ferroviário Atlético Clube.
- A expressão "Grenal" (confronto de Grêmio X Internacional), foi impressa de forma oficial neste ano na página de esporte do jornal Correio do Povo.[1]

## Nascimentos
| Data           | Nome                 | Profissão               | Nacionalidade  | Observações | Ref    |
| -------------- | -------------------- | ----------------------- | -------------- | ----------- | ------ |
| 23 de março    | Hayes Alan Jenkins   | patinador artístico     | Estados Unidos |             |        |
| 4 de abril     | Bill France, Jr.     | presidente desportivo   | Estados Unidos | m. 2007     | [ 2 ]  |
| 10 de agosto   | Keith Duckworth      | engenheiro mecânico     | Reino Unido    | m. 2005     | [ 3 ]  |
| 10 de agosto   | Erica Batchelor      | patinadora artística    | Reino Unido    |             |        |
| 12 de agosto   | Parnelli Jones       | piloto e dono de equipe | Estados Unidos | m. 2024     | [ 4 ]  |
| 7 de setembro  | Juan "Pachín" Vicéns | basquetebolista         | Porto Rico     | m. 2007     | [ 5 ]  |
| 15 de setembro | Quarentinha          | futebolista             | Brasil         | m. 1996     | [ 6 ]  |
| 18 de outubro  | Ludovico Scarfiotti  | piloto de Fórmula 1     | Itália         | m. 1968     | [ 7 ]  |
| 21 de outubro  | Francisco Gento      | futebolista             | Espanha        | m. 2022     | [ 8 ]  |
| 28 de outubro  | Garrincha            | futebolista             | Brasil         | m. 1983     | [ 9 ]  |
| 11 de novembro | Keiko Ikeda          | ginasta                 | Japão          | m. 2023     | [ 10 ] |

## Mortes
| Data | Nome | Profissão | Nacionalidade | Observações | Ref |
| ---- | ---- | --------- | ------------- | ----------- | --- |